# Gánóczy Mária
Gánóczy Mária (Budapest, 1927. május 13. –) magyar festőművész. Férje Breznay József (1916–2012) festőművész.

## Élete
1950-ben végezte el a Magyar Képzőművészeti Főiskolát festő szakon. Az első évben azonban a szobrász szakon töltötte el Kisfaludy Stróbl Zsigmond irányítása alatt. Festő mesterei Burghardt Rezső, Bernáth Aurél, Bortnyik Sándor, Bencze László. 1952-ben házasságot köt Breznay Józseffel, hét gyermekük születik és kilenc gyermeket nevel fel. 1956 óta kisfilmeket készít, melynek anyagából 2016-ban "Festői korszakok" címmel Forgács Péter rendező 133 perces dokumentum filmet készített. Ugyanebben az évben kurátor, megrendezi elhunyt férje 100. évfordulójára retrospektív kiállítását Budapesten, a Klebelsberg Kultúrkúriában.

## Művészete
Főleg  figurális festményeket fest. Ecsetkezelését a kifejezés szolgálatába állítja, esetenként mozgalmas széles ecsetnyomok groteszk, szatirikus jellemábrázolásokat adnak. Külföldön Belgiumban és Németországban voltak önálló kiállításai. Műveit Magyarországon többek között a Magyar Nemzeti Galéria közgyűjteményben őrzik.